# Karl Zimmermann (Politiker, 1951)

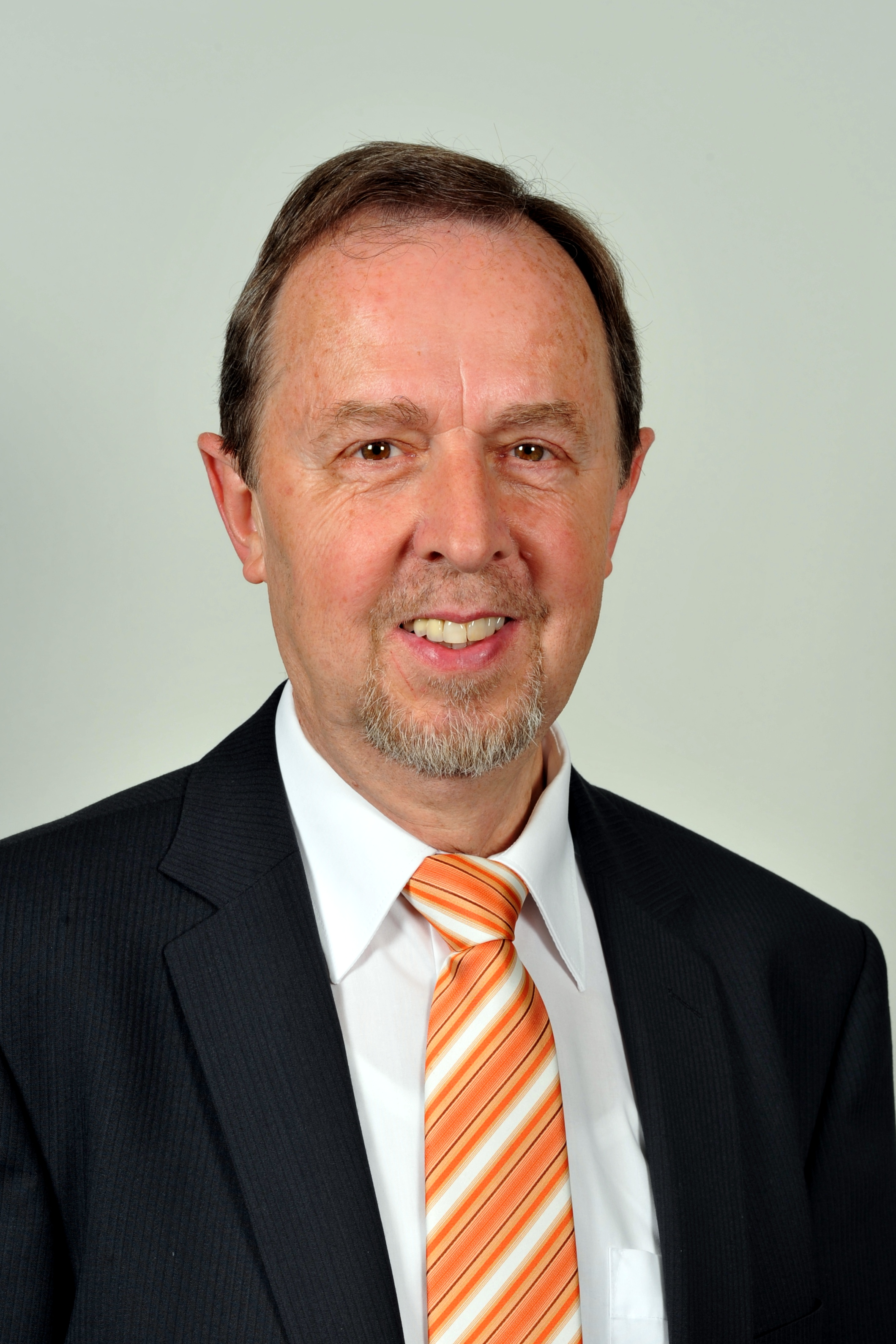
Karl Zimmermann 2013

Karl „Jimmy“ Zimmermann (* 21. Januar 1951 in Kirchheim unter Teck) ist ein deutscher Politiker (CDU). Von 2001 bis 2021 war er Mitglied des Landtags von Baden-Württemberg.

## Ausbildung und Beruf
Nach dem Besuch der Grundschule in Gutenberg, das heute zu Lenningen gehört, und dem Abitur am Ludwig-Uhland-Gymnasium in Kirchheim verpflichtete sich Karl Zimmermann für zwei Jahre bei der Bundeswehr in Ulm. Nachdem er danach mehrere Semester Rechtswissenschaft an der Universität Tübingen studiert hatte, arbeitete er ab 1979 bei der Landespolizeidirektion in Stuttgart. 1985 bestand er die Prüfung zum Diplomverwaltungswirt an der Fachhochschule der Polizei in Villingen-Schwenningen. Ab 1994 war das Landeskriminalamt Baden-Württemberg seine Dienststelle. Seine Hauptaufgaben lagen in der Bekämpfung der Wirtschaftskriminalität, der Geldwäsche und der Gewinnabschöpfung. Sein Dienstverhältnis ruhte seit seiner Wahl in den Landtag im Jahr 2001. Zu diesem Zeitpunkt war er Kriminalhauptkommissar.

## Politische Tätigkeit
Von 1988 bis 2001 war Zimmermann erster Vorsitzender des CDU-Stadtverbandes Kirchheim und von 1999 bis 2004 Mitglied des Gemeinderats in Kirchheim unter Teck. Von 2004 bis 2019 war er Mitglied des Kreistags im Landkreis Esslingen und ab Beginn der 13. Wahlperiode am 17. April 2001 über das Direktmandat des Wahlkreises Kirchheim Mitglied des Landtags von Baden-Württemberg. Er war Mitglied des Kultur- und Sportausschusses. Darüber hinaus engagiert er sich bei mehreren Vereinen ehrenamtlich.
Bei der Landtagswahl 2021 kandidierte er nicht erneut.

## Familie und Privates
Karl Zimmermann ist römisch-katholisch. Er ist verheiratet und Vater von zwei erwachsenen Kindern.